# Seznam nemških zgodovinarjev
Seznam nemških zgodovinarjev.

## A
- Caspar Abel
- Heinrich Friedrich Otto Abel
- Wolfgang Abendroth
- Gottfried Achenwall
- Willi Paul Adams
- Karl von Amira
- Karl Gottlob Anton
- Mordechai Ansbacher (nemško-izraelski)

## B
- Bruno Bauer
- Walter Bauer?
- Bernhard H. Bayerlein
- Gustav Adolf Bergenroth
- Ernst Bernheim
- Günther Binding (1936) (umetnostni)
- Gertrud Bing (umetnostna)
- Adolf M. Birke
- Daniel Birnbaum (1963) (umetnostni)
- Hartmut Boockmann
- Karl Dietrich Bracher (1922–2016)
- Peter Brandt
- Gottfried Gabriel Bredow
- Martin Broszat
- Johann Jakob Brucker
- Henry Brunner /Heinrich Brunner (avstrijsko-nemški)
- Johann Friedrich Böhmer
- Benjamin H. D. Buchloh (umetnostni)
- Carl Jacob Burckhardt (Švicar)
- Hubert Burda (umetnostni)

## C
- Moritz Carriere
- Friedrich Chrysander
- Manfred Clauss
- Philip Cluwer
- Ernst (Robert) Curtius (1814–1896)

## Č
- Marie-Janine Čalić

## D
- Friedrich Christoph Dahlmann
- Felix Dahn
- Lucas David
- Hans Delbrück
- Hans-Jürgen Derda
- Paul Deussen
- Johannes Dillinger
- Christian Wilhelm von Dohm
- Matthias Döring
- Johann Gustav Droysen
- Jost Dülffer
- Ernst Dümmler

## E
- Georg Eckert
- Susanna Elm
- Theodor Elze
- Friedrich Engels
- Herbert Ewe

## F
- Georg Fabricius
- Johannes Falke
- Joachim Fest
- Konrad Fiedler (umetnostni)
- Fritz Fischer (1908–1999)
- Friedrich Christoph Förster
- Christian Martin Frahn
- Paul Frankl (1878–1962) (češko-avstrijsko-nemški)
- Hans Freyer
- Max Jakob Friedländer
- Bernd-Ingo Friedrich

## G
- Thomas W. Gaehtgens (umetnostni)
- Johann Christoph Gatterer
- Martin Gerbert
- Fritz Gerlich
- Michael Geyer
- August Friedrich Gfrörer
- Otto von Gierke
- Anton Gindely
- Hans-Werner Goetz
- Ernst Gombrich (1909–2001) (umetnostni)
- Joseph Görres (1776–1848)
- Martin Grabmann
- Meinrad Grewenig
- Hermann Grimm (umetnostni, literarni)
- Moritz Güdemann

## H
- Jens Hacker
- Sebastian Haffner
- Albert Hänel
- Arnold Hauser
- Ludwig Häusser
- Max Hauttmann (umetnostni)
- Arnold Hermann Ludwig Heeren
- Heinrich von Bünau
- Günther Heydemann
- Klaus Hildebrand
- Karl Hillebrand
- Andreas Hillgruber
- Berthold Hinz (umetnostni)
- Ferdinand Hitzig
- Karl Ernst Adolf von Hoff
- Joachim Hoffmann
- Karl Gustav Homeyer
- Rainer Hudemann

## I
- Wolfgang Iser (1926–2007)

## J
- Eberhard Jäckel
- Helmut von Jan
- Hans Robert Jauss (1921–1997)
- Hubert Jedin
- Jens Christian Jensen (1928–2013) (umetnostni, kurator)

## K
- Hans-Dietrich Kahl (1920-2016)
- Heinz Kamnitzer
- Ernst Kantorowicz (Ernest Hartwig Kantorowicz) (1895–1963)
- Wolfgang Kayser
- Paul Fridolin Kehr
- Gottfried Kinkel (umetnostni)
- Paul Kirn
- Hans Hellmut Kirst?
- Fritz Knapp (umetnostni)
- Wilfried Koch (umetnostni)
- Eugen Kogon (1903–1987)
- Johann David Köhler
- Reinhart Koselleck (filozof zgodovine)
- Gustaf Kossinna
- lko-Sascha Kowalczuk
- Siegfried Kracauer (1889–1966)
- Albert Krantz
- Richard Krautheimer (1897–1994) (umetnostni)
- Georg Ludwig Kriegk
- Annette Kuhn
- Udo Kultermann (1927-2013) (umetnostni)
- Otto Kümmel (umetnostni)

## L
- Karl Gottfried Lamprecht
- Lambert Hersfeldški
- Karl Heinrich Lang, Ritter von Lang
- Gottfried Wilhelm Leibniz
- Heinrich Leo
- Wolfgang Leonhard (1921–2014) (strokovnjak za vzhodnoevropski socializem, NDR in Sovjetsko zvezo)
- Gabriele Lesser
- Georg Lilienthal
- Philip Lonicer
- Fried Lübbecke (umetnostni zgod.)
- Wilhelm Lübke (1826–1893; umetnostni zgod.)
- Friedrich Ludwig
- Carl von Lützow (nemško-avstrijski umetnostni zgodovinar)

## M
- Johann Samuel Magnus
- Golo Mann (1909–1994)
- Konrad Mannert (1756–1834)
- Walter Markov
- Georg Ludwig Maurer (1790–1872)
- Konrad Maurer (1823–1902)
- Ludger Mees
- Friedrich Meinecke (1862–1954)
- Tanja Michalsky (umetnostna)
- Susanne Miller
- Irina Modrow (1962–2017)
- Arthur Moeller van den Bruck
- Jürgen Moeller (1959)
- Hans Mommsen (1930–2015) in brat Wolfgang (1930–2004)
- Theodor Mommsen (1817–1903)
- Theodor Ernst Mommsen (1905–1958)
- Wilhelm Mommsen (1892–1966)
- Wolfgang Mommsen (1907–1986)
- Johann Lorenz von Mosheim
- Hans Müller-Brauel (1867–1940)
- Richard Muther (1860–1909) (umentostni zgodovinar in kritik)

## N
- Eugen Nerdinger (arhitekturni)
- Winfried Nerdinger
- Hans Werner Neulen
- Barthold Georg Niebuhr
- Ernst Nolte (1923–2016)
- Christoph Nonn
- Norbert Nussbaum (arhitekturni)

## O
- Andreas Felix von Oefele
- Otto Gerhard Oexle
- Norman Ohler?
- Hermann Oncken
- Wilhelm Oncken

## P
- Erwin Panofsky (1892–1968) (umetnostni; američan nemškega rodu)
- Enno Patalas
- Reinhold Pauli
- Georg Heinrich Pertz
- Julius Petersen (1878-1941)
- Detlev Peukert
- Joseph Poppa (umetnostni)
- Hans Prutz
- Hans-Jürgen Puhle

## Q
- Ludwig Quidde (1858–1941)
- Babette Quinkert

## R
- Leopold von Ranke (1795–1886)
- Friedrich Ludwig Georg von Raumer
- Erwin Redslob (1884–1973) (umetnostni)
- Berthold Riehl (umetnostni)
- Gustav Riek
- Friedrich Rintelen
- Gerhard Ritter (1888–1967)
- Franz Roh
- Erwin Rohde (1845–1898)
- Werner Rolevinck (1425–1502)
- Karl Heinz Roth
- Hans Rothfels (1891–1976)
- Karl von Rotteck (1775-1840)
- Karl-Heinz Ruffmann
- Wolfgang Ruge
- Hubert Rumpel
- Jörg Rüpke
- Jörn Rüsen

## S
- Friedrich Carl von Savigny
- Helmuth Scheel (1895-1967)
- Theodor Schieder
- Wolfgang Schivelbusch
- Karl Schlögel (1948)
- Friedrich Christoph Schlosser
- August Ludwig von Schlözer
- Fritz Schmalenbach (umetnostni)
- Max Schmid-Burgk (umetnostni)
- Friedrich Schneider
- Wolfgang Schöne (umetnostni)
- Percy Ernst Schramm (1894-1970)
- Klaus Schreiner (1931-2015)
- Hans Semper (umetnostni)
- Max Semrau (umetnostni)
- Hans von Soden
- Philipp Spitta
- Otto Stelzer (umetnostni)
- Heinrich Wilhelm Stoll (fililog)?
- Christoph Stölzl
- Heinrich von Sybel

## T
- Hans Jürgen Teuteber
- Carsten Peter Thiede
- Thietmar of Merseburg
- Hans Tintelnot (umetnostni)
- Heinrich von Treitschke
- (Ernst Troeltsch)

## U
- Friedrich Ueberweg

## V
- Fritz Valjavec (slov. rodu)
- Silvio Vietta
- George Voigt

## W
- Gustav Friedrich Waagen
- Georg Waitz
- Aby Warburg
- Hermann Weber
- Michael Wedekind
- Hans-Ulrich Wehler (1931–2014)
- Liselotte Welskopf-Henrich
- Johann Joachim Winckelmann
- Friedrich Winkler (1888-1965) (umetnostni)
- Heinrich August Winkler (1938–)
- Edward Winter
- Karl Wittfogel?
- Hieronymus Wolf
- Heinrich Wölfflin (1864–1945) (umetnostni švicarsko-nemški)
- Jörg Wollenberg
- Wilhelm Worringer

## Z
- Harald Zimmermann (avstrijsko-nemški)
- Armin Zweite (umetnostni)